# Marine Micropaleontology
Marine Micropaleontology is een internationaal, aan collegiale toetsing onderworpen wetenschappelijk tijdschrift op het gebied van de paleontologie. De naam wordt in literatuurverwijzingen meestal afgekort tot Mar. Micropaleontol. Het verschijnt 16 keer per jaar.